# Скачко, Татьяна Викторовна
Татьяна Викторовна Скачко (Паховская; род. 18 августа 1954, Ворошиловград) — советская прыгунья в длину, мастер спорта СССР международного класса по лёгкой атлетике, бронзовый призёр Олимпиады 1980 года.

## Биография
Родилась в Луганске. Любовь к спорту Татьяне привила мама, занимавшаяся также лёгкой атлетикой. Тренироваться будущая спортсменка начала в 12 лет, записавшись в секцию по совету школьного учителя.
Первоначально Татьяна Паховская занималась бегом. В 15 лет она победила на Первенстве Украины, а в 16 лет стала мастером спорта и вошла в состав сборной Украины, а после хорошего выступления на спартакиаде попала в сборную СССР.
В 17 лет спортсменка вышла замуж за своего тренера — Валерия Петровича Скачко, ныне заслуженного тренера и также мастера спорта. В 1973 году родила первого ребёнка и была вынуждена сделать перерыв в спортивной карьере. В ходе медицинского обследования были выявлены проблемы с сердцем, поэтому супруги приняли решение о переходе Татьяны из спринта в прыжки в длину.
После года тренировок в прыжках в длину Скачко вошла в олимпийскую сборную СССР. Но на Олимпиаду в Мюнхене не попала — по её словам, включение в состав сборной страны было неожиданным и у неё не хватило времени на подготовку документов для выезда за рубеж. До следующей Олимпиады спортсменка шесть раз выиграла чемпионат СССР. В 1980 году на Играх в Москве она заняла третье место с результатом 7 м 1 см (перед последней попыткой лидировала) .
В настоящее время работает тренером в легкоатлетическом манеже «Динамо» (Луганск). Занималась у нее Анастасия Брызгина.